# جون جرانت (مؤامرة البارود)
جون جرانت (بالإنجليزية: John Grant)‏‏ (1570 - تُوفي في 30 يناير 1606) كان عضوًا في مجموعةِ الكاثوليك الإنجليزية الإقليمية التي خَططت لمؤامرة البارود الفاشلة عام 1605.